# 長齒中喙鯨
長齒中喙鯨（學名：Mesoplodon layardii）旧称长齿喙鲸，又称长齿鲸，莱氏喙鲸和钩齿喙鲸。其俗名源自牠們的獨特齒系，成年雄鯨下顎的2顆牙齒會生長到纏繞上顎的地步，互相交叉並壓迫上顎，使成年雄鯨只能勉強張開嘴巴。科學家認為牙齒可能是與其他雄鯨打鬥的武器，但同時也限制了能吸入口中的魷魚大小。
長齒中喙鯨在英文中，又稱作 "Layard's Beaked Whale"，源自19世紀南非博物館館長 Edgar Leopold Layard 之姓。他曾對其頭骨作描繪，並寄給命名者——英國分類學家 Edward Gray 發表。

## 基本資料
- 其他俗名：

1. 英文：Strap-tooth Beaked Whale
2. 法文：MÉSOPLODON DE LAYARD
3. 西班牙文：BALLENA DE PICO DE LAYARD、ZIFIO DE LAYARD

- 出生時身長體重：2.2-2.4公尺；體重未知。

- 最大身長體重紀錄：雄性長達5.9公尺、雌性長達6.2公尺；體重為1,000-1,300公斤。

- 壽命：未知

## 外型特徵
長齒中喙鯨在中喙鯨屬中，是最大、也是色彩最醒目的物種。其外型與其他中喙鯨相似，包括頭部比例小，胸、腹部粗壯，尾部短，背鰭小而呈鐮刀形，位於全長約2/3處。額隆呈球狀，以傾斜坡度降至嘴喙。嘴喙長而纖細，嘴部曲線筆直。細長的牙齒位於下顎尖端後方，朝額隆方向彎曲約45度角，會生長至超過並壓迫上顎，老鯨的牙齒長度可達30公分以上。牙齒露出的部分通常有鵝頸蕂壺附生。
成鯨嘴喙前半與喉嚨等部位呈白色，背部自噴氣孔周圍至身體中部皆為淺灰至白色。在肛門與生殖裂周圍有相當大的白或淺灰色區域，胸鰭基部有小型白色斑點。身體其他部位皆呈黑色。年輕的長齒中喙鯨體色可能有漸層對比色分布。

## 分布
由許多擱淺記錄與少數海面目擊判斷，長齒中喙鯨的分布範圍寬廣，可能在南半球冷溫帶海域呈環南極分布。已知的擱淺記錄包括澳洲、南非、阿根廷、福克蘭群島、那米比亞、紐西蘭等地。

## 習性、生殖、食性
其社會結構與行為一無所知。與其他中喙鯨相同，長齒中喙鯨會捕食魷魚。成年雄鯨因為其牙齒的緣故，可能會限制其張嘴的程度。在1份測量報告中，1頭成年雌鯨與1頭未成年雄鯨張嘴的幅度約為6.5公分，而2頭成年雄鯨平均僅能張開3.2至4公分。由於此緣故，成年雄鯨只能食用相當小而纖細的魷魚，普遍不到100公克重，外套膜長度在16公分以下。

## 現狀
長齒中喙鯨未曾遭到捕獵，也沒有經常死於漁網的情形。因其分布範圍廣，應比某些分布範圍侷限的喙鯨來得安全。